# Carolina Eyck
Carolina Eyck, nemško-lužiškosrbska glasbenica in skladateljica, * 26. december 1987, Berlin, Nemčija.
Eyckova je ena največjih svetovnih virtuozov na tereminu. S svojimi koncerti po svetu je pomagala k promociji tega nenavadnega instrumenta.

## Življenjepis
Po svojem debiju z Berlinsko filharmonijo je bila povabljena na mednarodni glasbeni festival Bohuslav Martinu v Baslu, festival Davos v Švici, Konzerthaus Berlin, Festivalsko dvorano v Salzburgu, Teatro Nacional v Lizboni in Palačo umetnosti v Budimpešti. Koncertirala je na Poljskem, Češkem, v Luksemburgu, na Švedskem, Finskem, v Združenem kraljestvu, Italiji, Švici, Avstriji, na Japonskem, v Mehiki, Čilu, na Portugalskem, Madžarskem, v Pakistanu, Turčiji in v ZDA.
Na svojih koncertnih turnejah je sodelovala z drugimi glasbeniki in orkestri, kot so Heinz Holliger, Robert Kolinsky, Gerhard Oppitz, Andrej Borejko, Michael Sanderling, Gürer Aykal, John Storgårds, Nemški simfonični orkester Berlin, Bernski simfonični orkester, Essenski filharmonični orkester, Brandenburški orkester, Orkester Stuttgartske filharmonije, Laplandski komorni orkester, Heidelberški simfonični orkester in Orkester Mozarteum iz Salzburga. Kot gostja je sodelovala s Hamburškim baletom pri izvedbi "Male morske deklice" Lere Aubach, ki so potekale na Japonskem in v San Franciscu. Leta 2012 je odigrala solo na svetovni premieri simfonij "Mezopotamija" in "Vesolje", skladatelja Fazila Sayja. Finski skladatelj Kalevi Aho je Carolini posvetil koncert za teremin, katerega je krstno izvedla oktobra 2012. Koncert za teremin "Dancefloor With Pulsing", ki ga je za Carolino napisal francoski skladatelj Regis Carpo, je bil krstno izveden z Bruseljsko filharmonijo leta 2018.
Leta 2006 je Eyckova objavila prvi daljši učbenik za teremin z naslovom "Umetnost igranja teremina". Od leta 2010 je Eyckova umetniška vodja Poletne akademije teremina v mestu Colmar v Franciji, od takrat pa vodi delavnice in mojstrske tečaje po vsem svetu. Leta 2006 je bila Eyckova zmagovalka Mednarodnega tekmovanja skladateljev, ki ga je priredila Radiotelevizija Berlin-Brandenburg. Leta 2010 je Eyckova diplomirala iz viole na Kraljevem glasbenem kolidžu v Stockholmu.
Leta 2015 je prejela nagrado "Echo Klassik" v kategoriji "Koncertni posnetek leta (glasba 20./21. stoletja)" za izvedbo tereminskega koncerta "Osem obdobij" Kalevija Aha. Izvedla ga je z Laplandskim komornim orkestrom, kateremu je dirigiral John Storgårds, posnetek pa je izšel leta 2014 pri založbi BIS Records.
14. avgusta 2020 je Eyckova sodelovala v oddaji In Tune na radiju BBC Radio 3, kjer je govorila o tereminu. Med oddajo je izvedla odlomek lastne kompozicije Friend, pa tudi celotno verzijo teme Doctor Who.

## Kompozicije
- "Sciciani—Am wendischen Burgwall" Slike za harmoniko in godala, svetovna premiera: 16. september 2006, izvedba: Cottbuški filharmonični orkester, dirigent GMD Reinhard Petersen, solist Aidar Gainulin
- "CIANI—Am wendischen Burgwall" Slike za teremin in orkester, svetovna premiera: 4. februar 2007, izvedba: orkester Glasbene gimnazije Carla Philippa Emanuela Bacha, francoska katedrala Berlin
- "Syllableaves" Koncert za teremin in orkester, svetovna premiera: 24. april 2010, izvedba: Simfonični orkester Gävle, dirigent: Fredrik Burstedt, Konzerthaus Gävle
- "Sauselei" Duet za violo in glas (2010)
- "Fantasias" za teremin in godalni orkester (2015)

## Izbrana diskografija
- Carolina Eyck plays works for Theremin (2008)
- Heinz Holliger Oboe Fantasy (2008)
- Episodes von Dante's Dream (2009)
- Kalevi Aho: Theremin Concerto - Horn Concerto (2009)
- Fazil Say: Sinfonie 2, Op.38 Mesopotamia & Sinfonie 3,Op. 43 Universe Fazil Say (2013)
- 'The Little Mermaid (2011)
- Improvisations for Theremin and Piano (2014)
- Tarnow: Theremin Sonatas (2015)
- Fantasias for Theremin and String Quartet (2016)
- Waves (2019)
- Elephant in Green (2019)
- Elegies for Theremin & Voice (2019)

## Knjigi
- Carolina Eyck: The Art of Playing the Theremin. SERVI Verlag, Berlin 2006, ISBN 3-933757-08-8
- Carolina Eyck: Die Kunst des Thereminspiels. SERVI Verlag, Berlin 2006, ISBN 3-933757-07-X